# Pemphigus sinobursarius
Pemphigus sinobursarius är en insektsart. Pemphigus sinobursarius ingår i släktet Pemphigus och familjen långrörsbladlöss. Inga underarter finns listade i Catalogue of Life.